# 阿斯加尔·汗
穆罕默德·阿斯加尔·汗（1921年1月17日—2018年1月5日）, 是一名巴基斯坦空军的高级军官，政治家和自传作家，后来是一名持不同政见者，为和平主义、和平外交和巴基斯坦的人权服务。他是第一位出身本土穆斯林家庭的巴基斯坦空军参谋长。
1921年，阿斯加尔·汗出生于查谟和克什米尔土邦的一个军人家庭，在1941年被派往印度皇家空军(IAF)担任军事顾问之前，曾在印度陆军担任过一段时间的军官--他后来被征召加入IAF，担任第二次世界大战亚洲战线的指挥官。印巴分治后，阿斯哈汗选择加入巴基斯坦空军(PAF)，后来在1957年被任命为总司令，他被提升为三星空军元帅，当时年仅36岁。当时巴基斯坦军队中最年轻的指挥级军官。1965年，他在直布罗陀行动地区应急计划问题上与陆军参谋长穆罕默德·穆萨汗持不同意见，并否决了参加第二次印巴战争的决定，最终导致空军元帅马烈·努尔汗接替他。 1965年，阿斯哈汗被任命为巴基斯坦国际航空公司的一名高管，直到1968年退休之前，他继续在自己的军衔中任职。

## 政治生涯
1968年从军队退役后，阿斯加尔·汗创建了正义和团结运动党，其核心思想是巴基斯坦的世俗主义和第三条道路，它的政治纲领直接反对巴基斯坦人民党（PPP）和巴基斯坦穆斯林联盟（PML），但未能在1970年巴基斯坦大选中产生任何重大影响。从20世纪70年代至90年代，阿斯哈汗的政治生涯专注于反对民选文官政府的和平示威或‘煽动政治’，并在20世纪90年代因梅赫兰银行丑闻对巴基斯坦人民党（PPP）和巴基斯坦穆斯林联盟（谢里夫派）在巴基斯坦最高法院提起多起诉讼而声名鹊起。 在此期间，阿斯哈汗撰写了许多政治书籍，其中一些对巴基斯坦军队参与国家政治提出了非常的不同的批评。
2011年，阿斯加尔·汗将他的政党与巴基斯坦正义运动合并。阿斯哈汗于2018年1月去世，并以国葬之礼隆重安葬。